# Economia di guerra

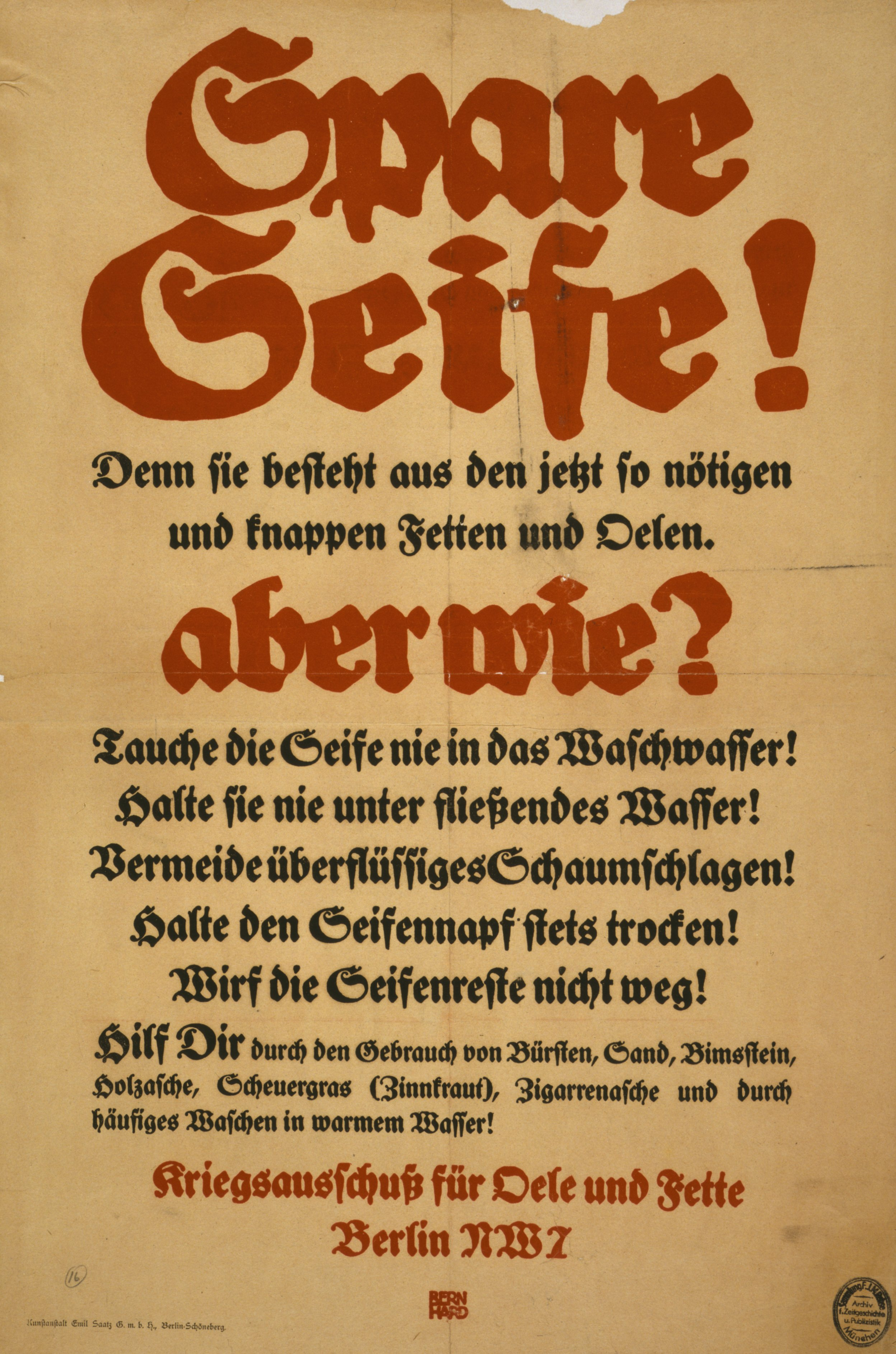
Poster tedesco del periodo bellico che incita al risparmio del sapone - Kriegsausschuss für Öle und Fette, 1915

L'economia di guerra sono le azioni intraprese da uno Stato per mobilitare la sua economia nella produzione durante il periodo bellico. Philippe Le Billon descrive così l'economia di guerra:
Le misure includono l'aumento dei valori di Taylor così come l'introduzione di programmi di allocazione delle risorse.
Alcuni Stati aumentano i livelli di pianificazione nella loro economia durante la guerra; in tanti casi ciò significa razionamento, e in alcuni coscrizione per la difesa civile, come Women's Land Army e Bevin Boys nel Regno Unito durante la seconda guerra mondiale.
Durante situazioni da guerra totale, alcuni edifici e postazioni sono ritenuti obiettivi strategici. Ad esempio il generale William Tecumseh Sherman durante la sua omonima marcia verso il mare durante la guerra civile americana e i bombardamenti strategici durante la seconda guerra mondiale, sono esempi di guerra totale.
Riguardo alla domanda aggregata, questo concetto è stato legato al "Keynesismo militare", dove il budget di difesa di un Governo stabilizza il ciclo economico e le fluttuazioni, usato anche per la recessione.
Dal lato dell'offerta, è dimostrato che in alcuni periodi bellici c'è una accelerazione del progresso tecnologico che rende forte la società al termine del conflitto, se non vi è stata distruzione estesa causa la guerra stessa. Questo è il caso degli USA nella prima e seconda guerra mondiale. Alcuni economisti come Seymour Melman argomentano che può anche risultare controproducente il dispendio di risorse a discapito di ricerca e sviluppo tecnologico in ambito civile.
La guerra è spesso usata preventivamente contro il deterioramento di una situazione da crisi monetaria, in particolare espandendo servizi e impiego in ambito militare, e contemporaneamente depopolando segmenti della società liberando risorse e attuando un riordino sociale e economico.

## Nella prima guerra mondiale

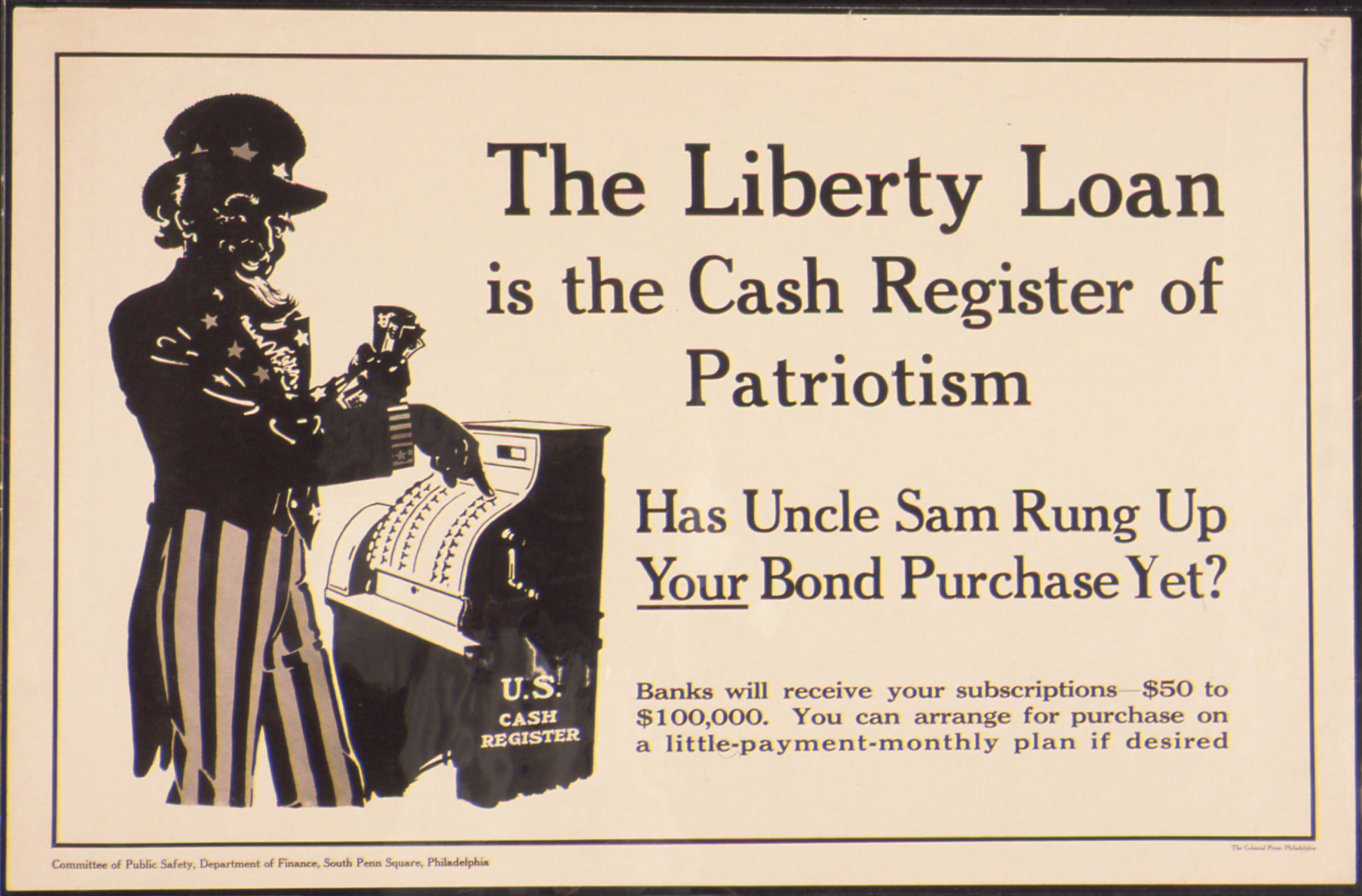
U.S. Food Administration, poster educativo

### U.S.A.
Nella mobilitazione durante la prima guerra mondiale gli Stati Uniti d'America crearono il War Industries Board (WIB) per aiutare la produzione militare. Altri organi governativi come il Federal Fuel Administration, introdussero risparmi di tempo per il rifornimento di carbone e petrolio mentre il United States Food Administration incoraggiò la produzione di grano “ha mobilitato uno spirito di abnegazione piuttosto che un razionamento obbligatorio.” La propaganda iniziò a persuadere le persone a pagare tasse e conservare cibo. I discorsi dei Four Minute Men, volontari nella pubblica massa, permisero di arruolare migliaia di persone nelle forze armate.

### Germania
Nella prima guerra mondiale la Germania ebbe carenza nel settore agricolo. Non solo molti agricoltori vennero arruolati ma anche la richiesta di cibo da parte delle truppe al fronte era notevole. le autorità tedesche ebbero estrema difficoltà a risolvere la richiesta di cibo e introdussero un razionamento e un calmiere dei prezzi.

## Nella seconda guerra mondiale

### U.S.A.
Nella seconda guerra mondiale gli USA vennero costretti a una economia di guerra dopo l'attacco di Pearl Harbor giapponese. Dopo l'evento il Governo di Washington capì che si rendeva necessario una notevole burocratizzazione per la mobilitazione. Il Governo aumentò le tasse e emise denaro sotto forma di "war bond" per coprire il bilancio, nella misura della metà. “Anche le istituzioni commerciali, come le banche, acquistarono miliardi di dollari di obbligazioni e altri titoli del Tesoro, detenendo più di 24 miliardi di dollari alla fine della guerra." La creazione di una manciata di agenzie contribuì a convogliare le risorse verso lo sforzo bellico. Un'agenzia importante era il War Production Board (WPB), che "assegnava contratti per la difesa, destinava risorse scarse - come gomma, rame e petrolio - a usi militari e convinceva le imprese a convertirsi alla produzione militare" Due terzi della economia degli Stati Uniti d'America venne occupata dallo sforzo bellico al 1943. Questo anche dal fatto che vennero aiutati gli Alleati della seconda guerra mondiale.

### Germania
La seconda guerra mondiale iniziò dal fatto che il Nazismo introdusse una nuova politica di riarmo in violazione del Trattato di Versailles. Il Terzo Reich implementò una espansione militare aumentando il numero di fabbriche. Questo permise di ridurre la disoccupazione creatasi dopo la prima guerra mondiale. Di conseguenza si ebbe l'aumento del debito pubblico oltre i 40 miliardi di Reichsmark. Dopo la fine della guerra si ebbe, secondo Boldorf e Scherner, l'esplosione dell'economia francese.” Questo dato è supportato dal fatto che la Francia fornì con la sua economia l'11% del PIL della Germania nazista, durante l'occupazione, coprendo il bilancio tedesco per cinque mesi. Durante l'occupazione il Governo francese pagò 20 milioni di Reichmark al giorno.